# Mobile station
Pour les articles homonymes, voir MS.
Mobile station (MS) ou station mobile est un terme qui désigne un élément de base d'un système cellulaire de téléphonie mobile GSM et par extension UMTS ou d'un réseau professionnel TeTRa. 

## Présentation
Il s'agit d'un terminal mobile authentifié et autorisé à accéder au réseau mobile (RAN). Dans le GSM (ou l'UMTS), l'abonnement étant séparé du terminal utilisé, ce terminal est l'association des deux éléments suivants :
- le terminal physique, appelé Mobile equipment (ME) : il s'agit habituellement d'un téléphone mobile ou d'un smartphone,
- une carte SIM représentant l'abonnement souscrit et qui contient les paramètres clés le concernant.

Cette séparation permet à différentes personnes d'utiliser le même Mobile Equipment avec différents abonnements ; et inversement, d'utiliser un abonnement dans plusieurs terminaux (par exemple, pour changer de téléphone en cas de panne).
Dans un réseau UMTS ou LTE, l'équivalent d'une MS s'appelle User equipment (UE) et se compose d'un ME (équipement mobile) intégrant une carte USIM (UMTS Subscriber Identity Module).